# Clathrinida
Clathrinida é uma ordem de esponjas calcárias da subordem Calcinea. Inclui a antiga ordem Leucettida.

## Famílias
- Clathrinidae Minchin, 1900
- Soleneiscidae Borojevic, Boury-Esnault, Manuel e Vacelet, 2002
- Levinellidae Borojevic e Boury-Esnault, 1986
- Leucaltidae Dendy e Row, 1913
- Leucascidae Dendy, 1892
- Leucettidae de Laubenfels, 1936
- Clathrinida Incertae sedis
  - Leucomalthe Haeckel, 1872